# 1606 год
1606 (ты́сяча шестьсо́т шесто́й) год  по григорианскому календарю — невисокосный год, начинающийся в воскресенье. Это 1606 год нашей эры, 6‑й год 1‑го десятилетия XVII века 2‑го тысячелетия, 7‑й год 1600‑х годов. Он закончился 419 лет назад.
| Пн | Вт | Ср | Чт | Пт | Сб | Вс |
|    |    |    |    |    |    | 1  |
| 2  | 3  | 4  | 5  | 6  | 7  | 8  |
| 9  | 10 | 11 | 12 | 13 | 14 | 15 |
| 16 | 17 | 18 | 19 | 20 | 21 | 22 |
| 23 | 24 | 25 | 26 | 27 | 28 | 29 |
| 30 | 31 |    |    |    |    |    |

| Пн | Вт | Ср | Чт | Пт | Сб | Вс |
|    |    | 1  | 2  | 3  | 4  | 5  |
| 6  | 7  | 8  | 9  | 10 | 11 | 12 |
| 13 | 14 | 15 | 16 | 17 | 18 | 19 |
| 20 | 21 | 22 | 23 | 24 | 25 | 26 |
| 27 | 28 |    |    |    |    |    |

| Пн | Вт | Ср | Чт | Пт | Сб | Вс |
|    |    | 1  | 2  | 3  | 4  | 5  |
| 6  | 7  | 8  | 9  | 10 | 11 | 12 |
| 13 | 14 | 15 | 16 | 17 | 18 | 19 |
| 20 | 21 | 22 | 23 | 24 | 25 | 26 |
| 27 | 28 | 29 | 30 | 31 |    |    |

| Пн | Вт | Ср | Чт | Пт | Сб | Вс |
|    |    |    |    |    | 1  | 2  |
| 3  | 4  | 5  | 6  | 7  | 8  | 9  |
| 10 | 11 | 12 | 13 | 14 | 15 | 16 |
| 17 | 18 | 19 | 20 | 21 | 22 | 23 |
| 24 | 25 | 26 | 27 | 28 | 29 | 30 |

| Пн | Вт | Ср | Чт | Пт | Сб | Вс |
| 1  | 2  | 3  | 4  | 5  | 6  | 7  |
| 8  | 9  | 10 | 11 | 12 | 13 | 14 |
| 15 | 16 | 17 | 18 | 19 | 20 | 21 |
| 22 | 23 | 24 | 25 | 26 | 27 | 28 |
| 29 | 30 | 31 |    |    |    |    |

| Пн | Вт | Ср | Чт | Пт | Сб | Вс |
|    |    |    | 1  | 2  | 3  | 4  |
| 5  | 6  | 7  | 8  | 9  | 10 | 11 |
| 12 | 13 | 14 | 15 | 16 | 17 | 18 |
| 19 | 20 | 21 | 22 | 23 | 24 | 25 |
| 26 | 27 | 28 | 29 | 30 |    |    |

| Пн | Вт | Ср | Чт | Пт | Сб | Вс |
|    |    |    |    |    | 1  | 2  |
| 3  | 4  | 5  | 6  | 7  | 8  | 9  |
| 10 | 11 | 12 | 13 | 14 | 15 | 16 |
| 17 | 18 | 19 | 20 | 21 | 22 | 23 |
| 24 | 25 | 26 | 27 | 28 | 29 | 30 |
| 31 |    |    |    |    |    |    |

| Пн | Вт | Ср | Чт | Пт | Сб | Вс |
|    | 1  | 2  | 3  | 4  | 5  | 6  |
| 7  | 8  | 9  | 10 | 11 | 12 | 13 |
| 14 | 15 | 16 | 17 | 18 | 19 | 20 |
| 21 | 22 | 23 | 24 | 25 | 26 | 27 |
| 28 | 29 | 30 | 31 |    |    |    |

| Пн | Вт | Ср | Чт | Пт | Сб | Вс |
|    |    |    |    | 1  | 2  | 3  |
| 4  | 5  | 6  | 7  | 8  | 9  | 10 |
| 11 | 12 | 13 | 14 | 15 | 16 | 17 |
| 18 | 19 | 20 | 21 | 22 | 23 | 24 |
| 25 | 26 | 27 | 28 | 29 | 30 |    |

| Пн | Вт | Ср | Чт | Пт | Сб | Вс |
|    |    |    |    |    |    | 1  |
| 2  | 3  | 4  | 5  | 6  | 7  | 8  |
| 9  | 10 | 11 | 12 | 13 | 14 | 15 |
| 16 | 17 | 18 | 19 | 20 | 21 | 22 |
| 23 | 24 | 25 | 26 | 27 | 28 | 29 |
| 30 | 31 |    |    |    |    |    |

| Пн | Вт | Ср | Чт | Пт | Сб | Вс |
|    |    | 1  | 2  | 3  | 4  | 5  |
| 6  | 7  | 8  | 9  | 10 | 11 | 12 |
| 13 | 14 | 15 | 16 | 17 | 18 | 19 |
| 20 | 21 | 22 | 23 | 24 | 25 | 26 |
| 27 | 28 | 29 | 30 |    |    |    |

| Пн | Вт | Ср | Чт | Пт | Сб | Вс |
|    |    |    |    | 1  | 2  | 3  |
| 4  | 5  | 6  | 7  | 8  | 9  | 10 |
| 11 | 12 | 13 | 14 | 15 | 16 | 17 |
| 18 | 19 | 20 | 21 | 22 | 23 | 24 |
| 25 | 26 | 27 | 28 | 29 | 30 | 31 |

## События
- 1507—1622 — Португало-персидская война. Ряд вооружённых конфликтов между колониалистской Португалией и вассальным Ормузом, с одной стороны, и Сефевидской империей, поддерживаемой англичанами, с другой[1].
- 1511—1641 — Малайско-португальская война. Вооружённый конфликт XVI-XVII веков, в котором Малаккский султанат при поддержке империи Мин, Голландской Ост-Индской компании (с 1607) и Джохора безуспешно сопротивлялся Португальской империи, стремившейся захватить Малакку и установить контроль над торговлей между Индией и Китаем[2].
  - 16—18 августа — бой у мыса Рашадо[3].
- 1566—1609 — первый этап Нидерландской буржуазной революции (Восьмидесятилетняя война). Религиозно-идеологическая, политическая и социально-экономическая борьба Семнадцати провинций за независимость от испанского владычества[4].
  - 3—14 августа и 30 октября—9 ноября — третья осада Грунло (см. 1595 и 1597 год)[5].
- 1593—1606 — закончилась Долгая война (Тринадцатилетняя война)[6].
  - 11 ноября — подписан Житваторокский мир. Заключён на 20 лет султаном Ахмедом I и герцогом Австрийским Маттиасом, несмотря на сопротивление императора Рудольфа II, брата Маттиаса. По договору взамен ежегодной дани Австрия выплачивала османам единовременную контрибуцию, османы же воздерживались от набегов на австрийские владения в Венгрии[6].
- 1601—1661 — Голландско-португальская война. Вооружённый конфликт, в котором голландские Ост-Индская и Вест-Индская компании воевали по всему миру против Португальской империи[7].
  - 16—18 августа — морской бой у мыса Рашадо[8].
- 1603—1618 — Турецко-персидская война[9]:
  - 1606—1607 — начался Ширванский поход Аббаса I[10].
  - Сражение при Тебризе между турками и персами.
  - Осада Гянджи[11].
- Венский мир Габсбургов с князем Иштваном Бочкаи, возглавлявшим освободительное движение в Венгерском королевстве, и Матиасом. Соглашение предусматривало восстановление независимости Трансильванского княжества, присоединение к нему комитатов Угоча, Берег, Сатмар, крепости Токай с прилегающим к ней районом, свободу вероисповедания для протестантов, замену ряда советников австрийского императора представителями венгерской аристократии[12].
- Ситваторокский мир Габсбургов с Турцией. Присоединение к Трансильвании от Габсбургов земель в Закарпатье.
- Нападение на порт Варна: казаки взяли десять турецких галер со всеми припасами, освободили пленных и вывезли 180 тыс. золотых.
- Восстание горожан в провинции Юньнань против налогового инспектора Ян Жуна. Жестоко подавлено.
- Плавание Торреса (капитана в экспедиции Кироса). Открытие пролива между Новой Гвинеей и Австралией. Присоединение к Испании островов Новые Гебриды и Туамоту.
- Судно голландца Виллема Янсзона (Янца) достигает северного побережья Австралии. Земля названа Новой Голландией.
- Архипелаг Туамоту был открыт португальским мореплавателем П. Киросом.

### Англия
- 12 апреля — по указу английского короля Якова I Стюарта, который одновременно был королём Шотландии Яковом VI, введён новый флаг, позже получивший название «Юнион Джек». Так как Англия и Шотландия тогда были самостоятельными государствами, то флаг использовался как дополнительный на кораблях обеих стран, чтобы показать, что они служат одному государю.
- Яков I предоставил право собственности на землю и право на основание поселений в Северной Америке к северу от 40 параллели Плимутской компании, а к югу — Лондонской компании.

### Речь Посполитая
- 1600—1611 — Польско-шведская война[13].
- 1606—1607 — Крымское ханство совершило нападение на южные земли Польши[14].
- 1606—1607 — Сигизмунд III пытался закрепить передачу польского престола по наследству (вместо выборов) и уменьшить роль палаты депутатов (Посольской избы), всё это привело к рокошу Н.(М). Зебжидовского. Участники выдвинули требование детронизации короля, подтверждения прав широких слоёв шляхты, религиозную терпимость, отмену Брестской унии 1596 года, проведения национально ориентированной политики и разрыва с Габсбургами. Правительственные войска разбили повстанцев, но Сигизмунду пришлось пойти на компромисс (см. 1609 год)[13].
- 20 июня 1606—1610 — началось Могилёвское городское восстание, антифеодальное движение ремесленников и городской бедноты. Крестьяне и мещане в районе Глуска разгромили шляхетский отряд[15].

## Русское государство
Царствование: 1605—1606 — Лжедмитрий I и 1606—1610 — Василий Шуйский (с июня)

### Правление Лжедмитрия I
- 1598—1613 — Смутное время[16].
- 1606—1607 — Восстание Болотникова[17].
- Московское восстание[17].
- 1606—1607 — осада Калуги[17].
- 4 января — Юрий Мнишек, до которого дошли слухи о нахождении при Лжедмитрии I Ксении Борисовны Годуновой, просит будущего зятя отдалить её от себя. Ксения Борисовна была пострижена в монахини с именем Ольга и сослана на Белоозеро в Горицкий женский монастырь, впоследствии переведена в Княгинин монастырь г. Владимир[18].
- Симеон Бекбулатович по грамоте Лжедмитрия отправлен из Москвы в Кирилло-Белозерский монастырь с распоряжением о его постриге[19].
  - 3 (13) апреля — Симеон Бекбулатович пострижен в монахи с именем Стефан. В Вознесенском монастыре пострижена его супруга А.И. Мстиславская[19].
- 7—8 мая — церемония бракосочетания Лжедмитрия I с Мариной Мнишек[20].
- 17 мая — восстание в Москве против поляков. Убийство Лжедмитрия I[20].
- 18 мая — низложен "лжепатриарх" Игнатий. Бояре (в первую голову Шуйские) составили, как бы временное правительство. Состоялся первый совет — предстояло избрать патриарха и царя[20]. Кандидатом в патриархи стал Филарет[21].
- 18—21 мая — тело Лжедмитрия I выставлено на всеобщее обозрение на Красной площади в Москве[20].
- Мстиславский Фёдор Иванович, женился на Нагой Прасковьи Ивановне, двоюродной племяннице царицы Нагой Марии Фёдоровны. Весьма показательно, что свадьба состоялась практически одновременно со свадьбой самого Лжедмитрия I, что должно было напомнить ситуацию с близкими по времени свадьбами царя Ивана Грозного и отца Мстиславского Ивана Фёдоровича в 1547 году[22].
- Пожалованы боярством: Нагой Андрей Александрович, Нагой Афанасий Александрович, Нагой Григорий Фёдорович, Кольцов-Масальский Владимир Васильевич, Голицын Андрей Васильевич, Приимков-Ростовский Данила Борисович, Куракин Семён Андреевич, Одоевский Иван Никитич, Сабуров Михаил Богданович, Лыков Борис Михайлович[23].

#### Правление Василия Шуйского
- Илейка Муромец, которого казачий круг заставил играть роль "царевича Петра", чтобы получить жалование у его "дяди" царя Дмитрия (Лжедмитрия I) с казаками поднялся по Волге до Свияжска, где узнали о гибели "царя Дмитрия"[24].
  - Казаки повернули обратно, по пути грабили торговые караваны[24].
  - Казаки переволокой ушли с Волки на Дон, поднялись к Воронежу, близ которого вспыхнуло восстание против Василия Шуйского[24].
- 19 мая — Василий Иванович Шуйский, в острой обстановке между боярскими группировками, избран на царство[20].
- 20 мая — оглашаются обвинения Лжедмитрию I, а по городам разосланы грамоты аналогичного содержания[20].
- 29 мая — провозглашение в Москве царём Василия Шуйского, который в глазах населения южных регионов страны , являлся главой бояр-заговорщиков убивших "царя Дмитрия Ивановича" (Лжедмитрия I). Данное назначение явилось важным фактором для начала восстания Болотникова[17].
- Май—июнь — глава Посольского приказа Власьев Афанасий Иванович попал в опалу и был отправлен на службу в Уфу, а затем арестован и брошен в тюрьму (1606-1610)[25].
- 1 июня — Василий Шуйский венчается на царство в Успенском соборе Московского Кремля[20].
- 3 июня — по царскому указу из Углича в Москву переносятся останки царевича Дмитрия Ивановича и помещаются в Архангельском соборе Московского Кремля[20].
- 3 июня — собор русских епископов возводят митрополита Гермогена на патриарший престол[20].
- Начало июня — в городах Северщены (центр Путивль) начали распространяться слухи о спасении "царя Дмитрия Ивановича" (распространял слухи Г.П. Шаховской). Повстанцами стали служилые люди, служилые и вольные казаки, холопы-послужильцы, рядовые горожане, крестьяне, мелкие и средние предприниматели[17].
- Июнь — астраханский воевода Иван Дмитриевич Хворостинин поднимает мятеж против царя[20].
- Июнь — август 1612 — Симеон Бекбулатович содержался в Соловецком монастыре, а затем по решению Второго ополчения возвращён в Кирилло-Белозерский монастырь[19].
- Июль—август — восстание Болотникова охватило почти все уезды к югу от р. Ока. Попытка подавить восстание не удалась. Царские войска под Ельцом и Кромами фактически распались после 2-х месячных осад[16].
- Конец лета — сформировались две повстанческие армии двинувшиеся на Москву по отдельности. Первая армия под началом Филиппа Ивановича (Истомы) Пашкова направилась в Рязанский край, где к движению примкнули местные дворяне во главе с Г.Ф. Сумбуловым и П.П. Ляпуновым[17].
- Конец августа — вторая армия нанесла поражение царским войскам под Кромами, затем потерпела поражение в сражении у устья р. Угра. Восстание в Калуге и других городах привели к отступлению правительственных войск[17].
- Сентябрь—октябрь — восстание охватило Мещерский край, Среднее и Нижнее Поволжье[17].
- Сентябрь — церемония перезахоронения останков Бориса Годунова, Фёдора Борисовича и Марии Григорьевны в Троице-Сергиев монастырь. После этого инокиня Ольга (Ксения) переселилась в находившийся неподалёку Подсосенский женский монастырь[18].
- 23 сентября — одержав победу над войсками царя Василия Шуйского в сражении при впадении реки Угры в реку Оку, Болотников занял Калугу.
- Середина октября — восставшие овладели Рузой, Звенигородом, Волоколамском, Старицей, Зубцовым и другими городами и крепостями. На стратегической дороге к Смоленску взяли Вязьму и Дорогобуж[17].
- Конец октября — главные силы восставших заняли Серпухов и победив в бою на р. Лопасня потерпели неудачу на р. Пахра в столкновении с отрядами М.В. Скопина-Шуйского[17].
- 30 октября — повстанцы заняли Коломну[17].
- 4 ноября — повстанцы разбили под селом Троицкое отборные царские отряды во главе с Ф.И. Мстиславским[17].
- 7 ноября — повстанцы начали блокировку и Осаду Москвы[17].
- После 11 ноября — вторая армия повстанцев подошла к стенам Москвы[17].
- Ноябрь — дворяне и стрельцы Смоленщины, очистив от повстанцев земли к западу от Можайска, соединились с царскими войсками[17].
- 25 ноября — в ходе неудачного штурма Замоскворечья рязанские дворяне перешли на сторону царя[17].
- Конец ноября — начало декабря — в Путивль прибыли отряды восставших тверских, волжских, донских и яицких казаков во главе с "царевичем Петром Фёдоровичем" (Илейка Муромец). Нам пути следования и в самом Путивле по его приказам происходили массовые казни[17].
- Конец осени — Борис Годунов вместе с женою и сыном Фёдором перезахоронены в Успенском соборе Троице-Сергиева монастыря[20].
- 1 декабря — царские войска штурмом взяли Можайск[17].
- 2 декабря — Скопин-Шуйский Михаил Васильевич разбивает отряды повстанцев под Коломенским[26].
- 6 декабря — при попытке сомкнуть кольцо блокады вокруг Москвы повстанцы были с потерями отброшены[17].
- К 9 декабря — на помощь царю к Москве подошли смоленская рать, отряды дворян из Новгорода и ряда центральных уездов, стрельцы и ополченцы северных уездов[17].
- 12 декабря — произошло генеральное сражение в районе села Нижние Котлы (сов. р-н г. Москва), в котором восставшие потерпели полное поражение. Серьёзным ударом стала измена Пашкова, он со своим отрядом перешёл на сторону царя в критический момент боя[17].
- 15 декабря — сдались казаки засевшие в лагере в Заборье[17].
- Декабрь — Василий Шуйский рассылает по городам грамоты о победе над мятежниками, а своего родственника М.В. Скопина-Шуйского жалует боярским чином[20].
- Декабрь — в Коломенском сооружён земляной острог, взятый войсками Шуйского[27].
- Декабрь — горожане Мещовска перешли на строну Василия Шуйского[28].
- Конец года — были казнены сотни восставших, тысячи разосланы по тюрьмам в различные города. В ответ восставшие казнили и замучили в Путивле верных царю воевод и дворян[17].
- Патриарх Гермоген предал участников Восстания Болотникова церковному проклятию[29].
- Войска Василия Шуйского отстояли Новодевичий монастырь от нападения Болотниковцев[30].
- Польско-литовское войско разорили Борисоглебский монастырь в Торжке[31].
- Первая встреча русских поселенцев и монгольских кочевников в пограничных районах Сибири.
- В Сибири произошёл бунт обских остяков и сибирских татар[32].
- 1606—1610 — видный сановник Щелкалов Василий Яковлевич вновь подвергнут опале (см. 1601 и 1605 года)[33].
- Бельский Богдан Яковлевич попал в немилость, его владения частично конфискованы, а сам он с лета отправлен воеводой в Казань (с 1608 года 2-й воевода), где и погиб в 1611 году (см. опалы 1584, 1586, 1601 года)[34].
- Астрахань второй раз разграблена терскими казаками (первый раз в 1605 году)[35].
- Пожалован в кравчий: Черкасский Иван Борисович[36].
- Пожалование Думным дворянином: Зюзин Яков Васильевич, Микулин Григорий Иванович, Стрешнев Иван Филиппович[23].
- Пожалованы окольничеством: Головин Василий Петьрович, Жировой-Засекин Александр Фёдорович, Масальский Владимир Иванович Щеня, Плещеев Алексей Романович, Ромодановский Григорий Петрович[23].
- Пожалованы боярством (многие переназначены бояре Лжедмитрия I): Мстиславский Фёдор Иванович, Трубецкой Никита Романович (ум. 1607), Куракин Андрей Петрович, Хворостинин Фёдор Иванович (ум. 1608), Шуйский Дмитрий Иванович, Голицын Иван Иванович (ум. 1607), Воротынский Иван Михайлович, Шуйский Иван Иванович, Черкасский Василий Кандарукович (убит 1607), Трубецкой Андрей Васильевич, Телятевский Андрей Андреевич (ум. 1612),  Салтыков Михаил Глебович, Голицын Василий Васильевич, Буйносов-Ростовский Пётр Иванович (убит 1607), Годунов Матвей Михайлович, Волоский Степан Александрович (убит 1607), Голицын Иван Васильевич, Рубец-Масальский Василий Михайлович (убит 1611), Шереметев Фёдор Иванович, Долгорукий Фёдор Тимофеевич (ум. 1612), Татев Борис Петрович (убит 1607), Куракин Семён Иванович, Бельской Богдан Яковлевич (убит 1610), Нагой Михаил Фёдорович (ум. 1612), Шереметев Пётр Никитич (убит 1610) , Кашин Михаил Фёдорович (ум. 1611),  Романов Иван Никитич, Нагой Андрей Александрович, Нагой Михаил Александрович, Нагой Афанасий Александрович (ум. 1610), Нагой Григорий Фёдорович (ум. 1608),  Кольцов-Масальский Владимир Васильевич (ум. 1610), Голицын Андрей Васильевич (убит 1611), Приимков-Ростовский Даниил Борисович (убит 1607), Одоевский Иван Никитич, Сабуров Михаил Богданович (убит 1607), Лыков Борис Михайлович[23].
- 1606—1609 — вновь перенесён на новое место острог Тобольск (см. 1587 и 1600 года)[37].
- 1606—1762 — рыбацкое поселение на острове Сосновый р. Волга (сов. г. Хвалынск) с рыбными ловлями и землёй пожалованы Чудову монастырю (см. 1699 год)[38].

### Акты и грамоты
- Запись о верстании поместными и денежными окладами дворян и детей боярских Торопчан и Холмичей[39].
- Запись о верстании поместными и денежными окладами детей боярских и новиков Епифанцев и о выдаче им жалования[39].

### Руководители приказов
| Года      | Приказ                    | Ф,И,О главы                    | Примечания                     |
| --------- | ------------------------- | ------------------------------ | ------------------------------ |
| 1601-1606 | Посольский приказ         | Власьев Афанасий Иванович      | В мае попал в опалу и был снят |
| 1606-1610 | Посольский приказ         | Телепнёв Василий Григорьевич   |                                |
| 1606      | Судный приказ             | Одоевский Иван Никитич Большой |                                |
| 1606      | Дмитровский судный приказ | Шереметев Пётр Никитич         | Окольничий                     |

## Начало правления
См. также: Список глав государств в 1606 году

## Родились

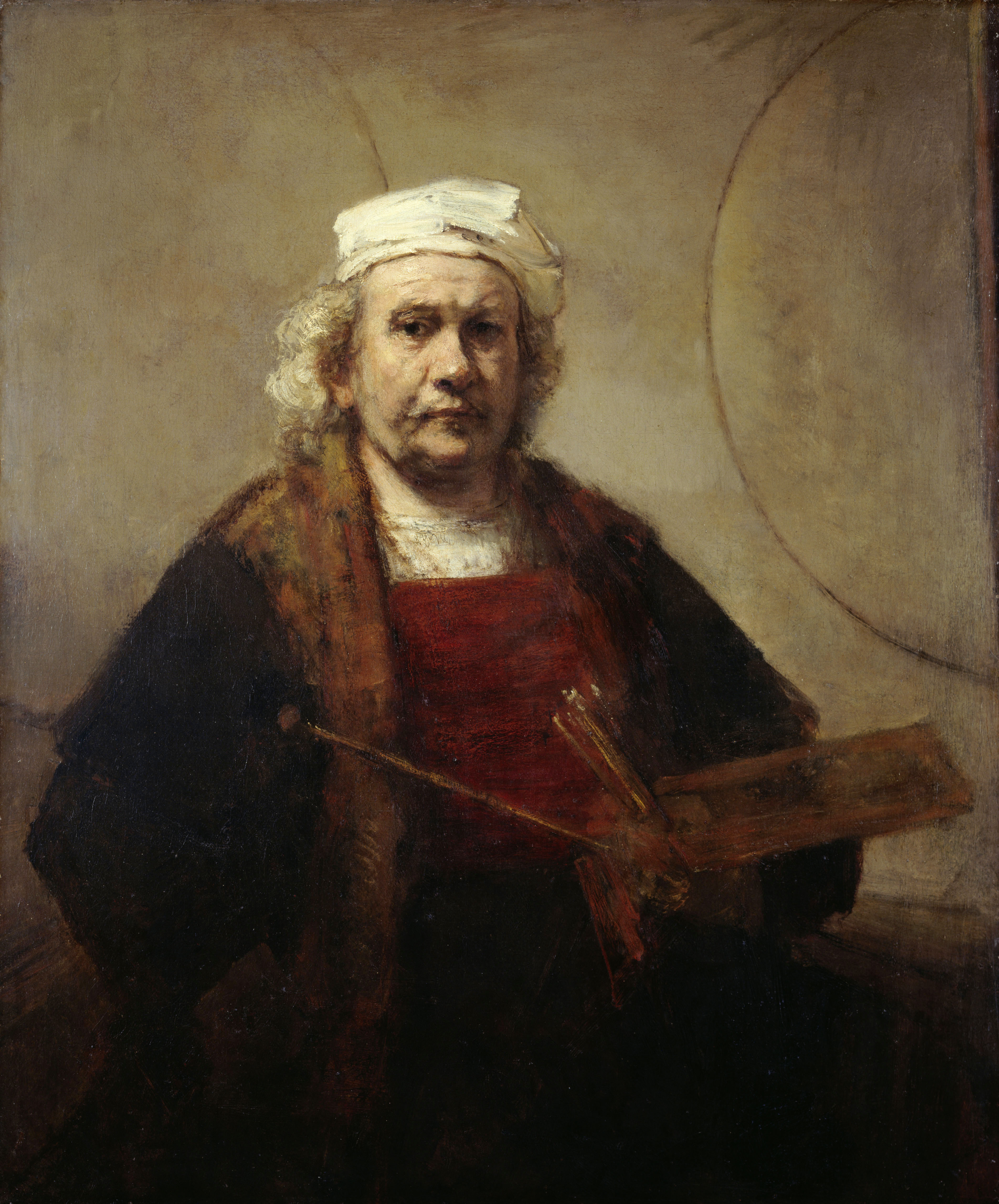
Рембрандт

См. также: Категория:Родившиеся в 1606 году
- 6 июня — Пьер Корнель, французский драматург.
- 15 июля — Харменс ван Рейн Рембрандт, нидерландский художник, рисовальщик и гравёр.
- Франг Барди — албанский католический епископ, автор первого албанского словаря «Dictionarium latino-epiroticum».
- Христофор-Бернгард Гален — князь-епископ мюнстерский.
- Джеймс Гамильтон — 1-й герцог Гамильтон (с 1643), 6-й граф Арран, 2-й граф Кембридж и 3-й маркиз Гамильтон (с 1625), 1-й маркиз Клайдсдейл (с 1643), крупный шотландский государственный деятель периода Английской революции и один из главных сторонников короля Карла I. Казнён по решению английского парламента после провала возглавляемой Гамильтоном экспедиции «ингейджеров».
- Уильям Давенант — английский писатель, поэт, драматург XVII века.
- Георг фон Дерфлингер — бранденбуржский фельдмаршал, кавалерийский командир.
- Иоахим фон Зандрарт — немецкий художник, график и историк искусства, переводчик прозы и драматургии на немецкий язык.
- Хуан Карамуэль — богослов, математик, философ, логик, теоретик архитектуры.
- Кристина Французская — французская принцесса, после замужества герцогиня Савойская. Вторая дочь и третий ребёнок короля Франции Генриха IV и его второй жены Марии Медичи.
- Лоренцо Липпи — итальянский художник и поэт.
- Мария Анна Испанская — испанская инфанта, первая жена Фердинанда III, императора Священной Римской империи и короля Венгрии.
- Николо Сагредо — дипломат и государственный деятель Венецианской Республики, 105-й венецианский дож.
- Стефано Фабри Младший — итальянский композитор, капельмейстер.
- Ян Давидс де Хем — нидерландский художник и сын художника Давида де Хеема.

## Скончались

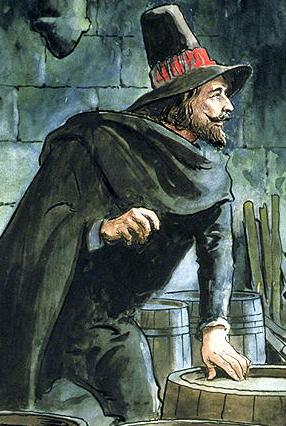
Гай Фокс

См. также: Категория:Умершие в 1606 году
- Июнь — смерть великого визиря Османской империи Соколлузаде Лала Мехмеда — паши.[источник не указан 3079 дней]
- 29 октября — Иштван Бочкаи, венгерский дворянин из Трансильвании, в 1604—1606 годах — вождь антигабсбургского восстания в Верхней Венгрии (современная Словакия), в 1605—1606 годах — князь Трансильвании.
- 11 декабря — Дервиш Мехмед — паша, великий визирь Османской империи.[источник не указан 3079 дней]
- Алессандро Валиньяно — иезуит, миссионер, контролировал от имени ордена распространение христианства на Дальнем Востоке.
- Гуру Арджан Дэв — Пятый Гуру Сикхов.
- Лжедмитрий I — царь России с 1 июня 1605 по 17 (27) мая 1606 года, по устоявшемуся в историографии мнению — самозванец, выдававший себя за чудом спасшегося младшего сына Ивана IV Грозного — царевича Дмитрия. Первый из трёх самозванцев, именовавших себя сыном Ивана Грозного, притязавших на российский престол.
- Джон Лили — английский драматург и романист, один из предшественников Шекспира. Принадлежал к группе писателей-энциклопедистов.
- Юст Липсий — южно-нидерландский гуманист и знаток классической латыни, известный своими теориями относительно политики и нравственности. До наших дней дошла его огромная корреспонденция на латыни.
- Карел ван Мандер — поэт, писатель и художник из Западной Фландрии, автор «Книги о художниках».
- Иеремия Могила — господарь Молдавского княжества с августа 1595 по май 1600 года и с сентября 1600 по 10 июля 1606 года.
- Торибио де Могровехо — испанский миссионер, второй архиепископ Лимы, святой католической церкви. Фактический создатель церковной организации в Южной Америке.
- Гаспар де Суньига Монтеррей — испанский сановник из рода Суньига. Вице-король Новой Испании с 1595 по 1603 год, вице-король Перу с 1604 по 1606 год.
- Гай Фокс — английский дворянин-католик, участник Порохового заговора против английского и шотландского короля Якова I Стюарта в 1605 году.